# Manfred Komorowski
Manfred Komorowski (* 23. Februar 1948 in Wattenscheid) ist ein deutscher Romanist und Bibliothekar in Duisburg und Essen.

## Leben
Komorowski machte sein Abitur 1966 auf dem Wattenscheider Gymnasium und studierte Romanistik, Hispanistik und Sportwissenschaft an der Ruhr-Universität Bochum, der Universität Straßburg und der Universität Salamanca. Nach dem Staatsexamen trat er 1974 in den Höheren Bibliotheksdienst. Als Bibliotheksreferendar arbeitete er 1974/75 an der Universitätsbibliothek Bochum und der Stadtbücherei Dortmund. 1976 promovierte er in Bochum zum Dr. phil. Danach vorübergehend an der Universitätsbibliothek Freiburg, arbeitete er ab 1977 an der Universitätsbibliothek Duisburg, die 2003 zur Universitätsbibliothek Duisburg-Essen wurde.  2013 wurde er pensioniert.
Schwerpunkte seiner Tätigkeit sind die bibliographische Erfassung alter Universitätsschriften, die Duisburger und Königsberger Buch- und Bibliotheksgeschichte, die Geschichte der Albertus-Universität Königsberg sowie die deutsche Bibliotheksgeschichte der Zeit des Nationalsozialismus. Er ist Mitarbeiter am Lexikon des gesamten Buchwesens (LGB 2), an der Altpreußischen Biographie und dem Rezensionsorgan Informationsmittel für Bibliotheken (IFB). Beteiligt war er an der Quellenedition zur Geschichte der wissenschaftlichen Bibliotheken im Generalgouvernement. Er ist Mitglied der Historischen Kommission für Ost- und Westpreußische Landesforschung.

## Werke
Die Duisburg-Essener Universitätsbibliographie weist 60 Veröffentlichungen nach.
- Das Spanienbild Voltaires (= Europäische Hochschulschriften, Reihe 13, Französische Sprache und Literatur, Band 41), Lang, Frankfurt am Main u. a. 1976, ISBN 3-261-02055-5 (Dissertation Universität Bochum, Abteilung für Philologie, 1976, 192 Seiten).
- Bibliographien zur Sportwissenschaft. Ein Überblick über ihre Entwicklung im internationalen Rahmen. Saur, München 1978. GoogleBooks
- Das Schicksal der Staats- und Universitätsbibliothek Königsberg. 1980. GoogleBooks
- Bibliographie der Duisburger Universitätsschriften (1652-1817). H. Richarz 1984. GoogleBooks
- Promotionen an der Universität Königsberg, 1548-1799. Bibliographie der pro-gradu-Dissertationen in den oberen Fakultäten und Verzeichnis der Magisterpromotionen in der philosophischen Fakultät. Saur, München 1988. GoogleBooks
- Bio-bibliographisches Verzeichnis jüdischer Doktoren im 17. und 18. Jahrhundert. Inauguraldissertationen und biographische Fundstellen. Saur, München 1991. ISBN 3-598-10980-6. GoogleBooks
- Judaica- und Hebraica-Bestände in der Gerhard-Mercator-Universität Duisburg. Eine Übersicht mit Benutzungshinweisen. Duisburg 2000. GoogleBooks
- mit Klaus Garber und Axel E. Walter: Kulturgeschichte Ostpreussens in der Frühen Neuzeit. Niemeyer 2001. GoogleBooks
- mit Hanspeter Marti: Die Universität Königsberg in der Frühen Neuzeit. Böhlau Verlag 2008. GoogleBooks
- mit Eberhard Kröger: Duisburg-Bibliographie : Verzeichnis der Schriften zu Duisburg für den Zeitraum 1987 bis 2001, herausgegeben von Jan-Pieter Barbian ... Klartext, Essen 2004, ISBN 978-3-89861-306-4.